# الکسی مشین (کشتی‌گیر)
الکسی میشین (روسی: Алексе́й Ми́шин؛ زادهٔ ۸ فوریهٔ ۱۹۷۹) کشتی‌گیر سابق اهل روسیه است که در دستهٔ میان‌وزن کشتی فرنگی مردان رقابت می‌کرد. او مدال طلای المپیک ۲۰۰۴ آتن و نیز  یک مدال طلا (۲۰۰۷)، دو نقره (۲۰۰۱، ۲۰۰۵) و دو برنز (۲۰۰۶، ۲۰۱۰) را از مسابقات قهرمانی کشتی جهان کسب کرده است. او همچنین قهرمان شش دورهٔ مسابقات قهرمانی کشتی اروپا از ۲۰۰۱ تا ۲۰۱۳ است.
وی همچنین برندهٔ جوایزی همچون نشان دوستی شده‌است.